# Lucanus denticulus
Lucanus denticulus es una especie de coleóptero de la familia Lucanidae.

## Distribución geográfica
Habita en Birmania y (China).